# Gemünden-Zeitlofser Wald
Der Gemünden-Zeitlofser Wald ist benannt nach der Stadt Gemünden am Main im Süden sowie dem Markt Zeitlofs im Norden des Naturraums und ist Teil der Südrhön. Im Westen befinden sich mehrere Tunnelbauwerke der Schnellfahrstrecke Hannover–Würzburg.
Durch den Naturraum hätte ein Teil der Strecke 46 geführt, dies ist ein Autobahnabschnitt, der zur Zeit des Nationalsozialismus geplant und dessen Bau begonnen, jedoch nicht vollendet wurde.

## Naturräumliche Zuordnung
Der Name Gemünden-Zeitlofser Wald wurde 1968 im Rahmen der naturräumlichen Gliederung (M = 1:200.000) als Naturraum definiert und wie folgt zugeordnet:
- (zu 14 Odenwald, Spessart und Südrhön)
  - (zu 140 Südrhön)
    - 140.0 Gemünden-Zeitlofser Wald

## Lage und Grenzen
Der Naturraum ist der westlichste Teil der Südrhön. Er wird vom Spessart im Westen erst durch die Schmale Sinn, dann bis zur Mündung in die Fränkische Saale durch die Sinn abgegrenzt. Nach Norden ist bis zum Hagküppel beim Dreistelzberg in etwa die Baumgrenze heranzuziehen. Im Osten begrenzt erst der Weißenbach, dann die Schondra und zuletzt die Fränkische Saale.

## Geologie
Geologisch bildet der Gemünden-Zeitlofser Wald den Übergang vom Spessart zur Südrhön. Das Gebiet ist eine bewaldete Höhe mit Verebnungen zwischen 430 und 517 m. Das Anstehende besteht aus Mittleren Buntsandstein, auf den Höhen tritt auch Oberer Buntsandstein auf. Nördlich von Roßbach existiert ein kleines Basaltvorkommen. Es gibt kaum Lössanwehungen. Auf Mittlerem Buntsandstein finden sich sandige Böden, auf oberem lehmige Böden.

## Berge und Erhebungen
Diese Liste enthält die markantesten Erhebungen des Gemünden-Zeitlofser Waldes:
- Pfeffersbrunn (517 m; südlich von Rossbrunn)
- Bichlerhöhe (507 m; östlich von Obersinn)
- Einertsberg (485,8 m; östlich von Mittelsinn)
- Kuppe (453 m; östlich von Mittelsinn)
- Burgsinner Kuppe (436,7 m; östlich von Burgsinn)
- Kälberberg (436,2 m; nördlich von Rupboden)
- Schlageller (435,2 m; nördlich Gemündens)
- Harres (430 m; östlich von Schaippach)
- Großer Sommerberg (422 m; nördlich von Heiligkreuz)
- Tauberleitenkopf (408 m; nordöstlich von Rieneck)
- Omerz (408 m; westlich von Heiligkreuz)
- Koppe (297 m; nördlich von Gemünden)

## Klima und Vegetation
Die Entwässerung findet fast ausschließlich Richtung Fränkische Saale und nicht zur Sinn statt. Der Naturraum ist überwiegend mit Mischwald bedeckt. Bei Roßbach und Obersinn sind die Höhen waldfrei. Die Siedlungen finden sich nur im nördlichen Teil und an Flussläufen.
Es gibt jährlich 750 bis 850 mm Niederschlag. An 50 bis 70 Tagen liegt eine geschlossene Schneedecke.

## Schutzgebiete
Im Naturraum befinden sich folgende Naturschutzgebiete :
- Naturschutzgebiet Schachblumenwiesen bei Zeitlofs (19,6 ha, seit 1981)
- Naturschutzgebiet Naturwaldreservat Gansbrunnen (32,31 ha, seit 2001)
- Naturschutzgebiet Unteres Schondratal (179,27 ha, seit 1939)

Des Weiteren liegen im Naturraum Teile der Landschaftsschutzgebiete Bayerische Rhön und LSG innerhalb des bayerischen Spessarts (ehemals Schutzzone). Grenze innerhalb des Naturraums ist die Kreisgrenze Bad Kissingen/Main-Spessart. Außerdem liegt ein Großteil des Fauna-Flora-Habitats Einertsberg, Schondraberg und angrenzende Wälder auf dem Gebiet.